# Safura Salim kizi Alizade
Safura Salim kizi Alizade (azerski: Səfurə Səlim qızı Əlizadə, ruski: Сафура Салим кызы Ализаде) (Baku, 20. rujna 1992.) azerbajdžanska je pjevačica i saksofonistica. Predstavljala je Azerbajdžan na Euroviziji 2010. s pjesmom Drip Drop. Osvojila je 5. mjesto sa 145 bodova.

## Biografija
Safura Salim kizi Alizade rođena je 20. rujna 1992. u Bakuu. Otac joj je profesionalni slikar, a majka pijanistica i modna dizajnerica. Pjevati je počela vrlo mlada. Prvi nastup imala je s 6 godina. Nakon toga je pjevala u dječjim sastavima Sharg Ulduzlari i Bulbullar. Zatim je učila svirati violinu u glazbenoj školi u Bakuu, te kasnije saksofon i klavir. Pobijedila je na nacionalnom natjecanju Yeni Ulduz (8. sezona). Nakon osmog razreda je pohađala školu broj 23 u Bakuu.

## Eurovizija 2010.
Dana 2. ožujka 2010. žiri ju je izabrao da predstavlja Azerbajdžan na Euroviziji 2010. s pjesmom Drip Drop. Pjesmu su napisali Anders Bagge, Stefan Örn i Sandra Bjurman. Dana 27. svibnja u drugom polufinalu je prošla u finale osvojivši 2. mjesto s 113 bodova. U finalu održanoga 29. svibnja osvojila je 5. mjesto s 145 bodova.